# Jorma Kinnunen
Jorma Kinnunen (Pihtipudas, 15 de diciembre de 1941-Äänekoski, 25 de julio de 2019) fue un atleta finlandés retirado, especializado en la prueba de lanzamiento de jabalina en la que llegó a ser subcampeón olímpico en 1968.

## Carrera deportiva
En los JJ. OO. de México 1968 ganó la medalla de plata en el lanzamiento de jabalina, llegando hasta los 88.58 metros, tras el soviético Jānis Lūsis (oro) y por delante del húngaro Gergely Kulcsár (bronce).